# Mesorregión del Bosque Pernambucano
La mesorregión de la Mata Pernambucana es una de las cinco  mesorregiones del estado brasileño de Pernambuco. Es formada por tres  microrregiones. Las ciudades más importantes son Vitória de Santo Antão y Goiana.

## Microrregiones
- Bosque Meridional Pernambucano
- Bosque Septentrional Pernambucano
- Vitória de Santo Antão

- Datos: Q2547856